# Berkshire Championships 1930
Die Berkshire Championships 1930 im Badminton fanden Mitte Februar 1930 in Reading statt. Kein Titel des Vorjahres konnte verteidigt werden. 

## Finalergebnisse
| Disziplin    | Sieger                        | Finalist                         | Ergebnis          |
| ------------ | ----------------------------- | -------------------------------- | ----------------- |
| Herreneinzel | Ralph Nichols                 | Frank Devlin                     | 15-10, 15-2       |
| Dameneinzel  | F. Waterhouse                 | Margaret Tragett                 | 14-10, 11-4       |
| Herrendoppel | Frank Hodge Donald C. Hume    | Gerald Sherwell Raoul du Roveray | 15-4, 15-5        |
| Damendoppel  | Marjorie Barrett Violet Elton | Brenda Speaight L. W. Myers      | 8-15, 15-3, 15-12 |
| Mixed        | Donald C. Hume Marian Horsley | Raymond M. White Violet Elton    | 15-3, 9-15, 15-12 |